# هوليرود

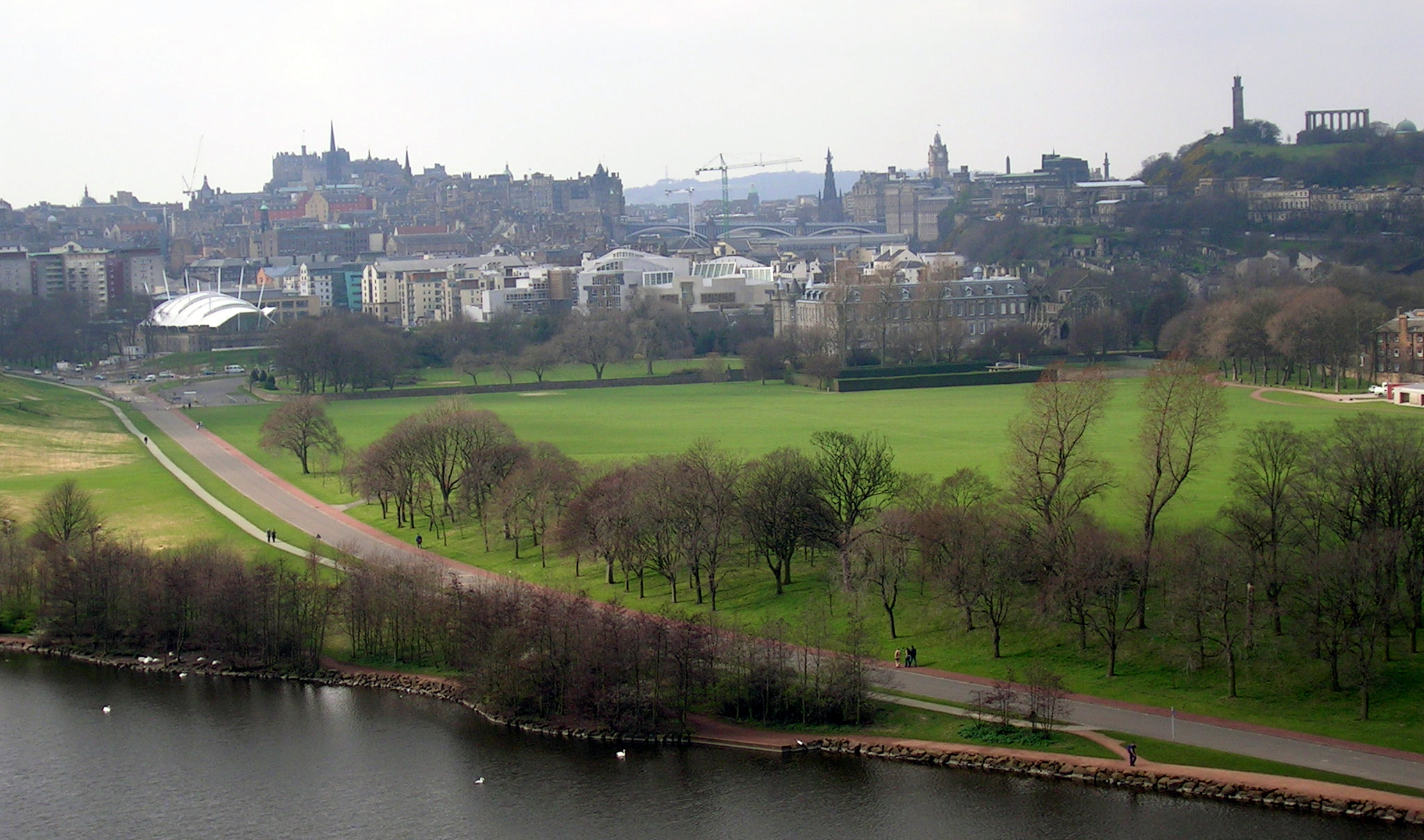
صورة مأخوذة في هوليرود بارك سنة 2004، حيث تظهر عدة معالم مهمة لإدنبرة يتوسطها مبنى البرلمان الاسكتلندي.

هوليرود (بالاسكتلندية: Halyruid ؛ بالإنجليزية: Holyrood) هي إحدى المناطق المهمة في مدينة إدنبرة، عاصمة اسكتلندا. تقع شرق مركز المدينة في نهاية الميل الملكي، ضمن منطقة مصنفة على قائمة التراث العالمي لليونيسكو، ومن أهم معالمها مبنى البرلمان الاسكتلندي الجديد.

## أعلام
- جون سينكلير